# Lagune Mandioré
La laguna Mandioré est un lac situé dans le Pantanal bolivien, à la frontière entre la Bolivie et le Brésil, en province d'Ángel Sandoval, dans le département de Santa Cruz en Bolivie, et l'État du Mato Grosso do Sul au Brésil. Sa superficie est d'à peu près 300 kilomètres carrés dont 90 appartiennent à la Bolivie. 
C'est un lieu potentiellement touristique, d'autant plus qu'il est entouré de plages de sable blanc et qu'il est situé en plein centre d'un véritable petit paradis presqu'inhabité, faisant partie d'un des plus vastes réservoirs de vie sylvestre, comme l'est le Pantanal bolivien.